# Neodillo
Neodillo är ett släkte av kräftdjur. Neodillo ingår i familjen Armadillidae.
Kladogram enligt Catalogue of Life:
| Neodillo | \| \| Neodillo chazeaui \| \| \| \| \| \| Neodillo simplex \| \| \| \| |
|          | \| \| Neodillo chazeaui \| \| \| \| \| \| Neodillo simplex \| \| \| \| |
|          | Neodillo chazeaui                                                      |
|          |                                                                        |
|          | Neodillo simplex                                                       |
|          |                                                                        |